# Provincia de Connecticut
La provincia de Connecticut, originalmente conocida como la provincia del Río, fue una colonia inglesa ubicada en Norte América que luego pasó a ser parte de los Estados Unidos como el Estado de Connecticut. La provincia fue fundada el 3 de marzo de 1636 como un establecimiento donde se congregaban puritanos. Después de las primeras batallas con Países Bajos, los ingleses obtuvieron el control permanente de la región. La provincia fue luego la escena de una guerra sangrienta entre los colonos y la tribu Pequot conocida como la Guerra Pequot. La Provincia de Connecticut  jugó un rol importante en el establecimiento de un gobierno autónomo en el Nuevo Mundo con su negativa a entregar la autoridad local al Dominio de Nueva Inglaterra, un evento conocido como el incidente de Oak Charter que ocurrió en la posada y taberna de Jeremy Adams.
Las colonias inglesas de Saybrook y New Heaven se fusionaron en 1644 y en 1662, respectivamente, con la Provincia de Connecticut. Entre 1647 y 1663 ocurrieron los juicios de brujas de Connecticut, también conocidos como juicios de brujas de Hartford, que terminaron unos 30 años antes de los infames juicios de brujas de Salem de 1692 a 1693. Fueron los primeros juicios de brujas a gran escala y los que iniciaron la caza de brujas en las colonias americanas. Hubo 37 condenas por brujería, 11 de las cuales resultaron en ejecuciones. A diferencia de Salem, los juicios de brujas de Connecticut no están muy bien documentados.

## Líderes
El gobernador John Haynes de la Colonia de la Bahía de Massachusetts llevó a 100 personas al Hatford actual en 1636. Él y Thomas Hooker, un destacado ministro puritano, son a menudo considerados los fundadores de la Provincia de Connecticut. Hooker pronunció un sermón a su congregación el 31 de mayo de 1638 sobre los principios del gobierno, e influyó en quienes escribieron las Órdenes Fundamentales de Connecticut más tarde en ese mismo año. Las Órdenes Fundamentales pudieron haber sido redactadas por Roger Ludlow, el único abogado viviendo en Connecticut en la década de 1630; las órdenes fundamentales fueron transcritas en un registro oficial por el secretario Thomas Welles.
El reverendo John Davenport y el comerciante Theophilus Eaton dirigieron a los fundadores de la colonia de New Haven, la cual fue absorbida por la colonia de Conecticut en la década de 1660.
En los primeros años de la colonia, los mandatos tenían un año de duración y se le prohibía al gobernador tener 2 mandatos consecutivos. Así, por 20 años la gobernación era a menudo rotada por John Haynes y Edward Hopkins, quienes eran de Hartford. George Wyllys, Thomas Welles, y John Webster, quienes eran también hombres de Hartford, gobernaron también por breves periodos en la década de 1640 y 1650.
John Winthrop el joven, fundador de New London e hijo del fundador de la Colonia de la Bahía de Massachusetts, jugó un rol importante en la unión de todas las colonias del Río de Connecticut, y fue gobernador de la Provincia de Connecticut desde 1659 hasta 1675. Winthrop también fue importante en la obtención de privilegios para la colonia y debido a estos privilegios  que obtuvo la Provincia de Connecticut, la Colonia de New Heaven fue incorporada. El hijo de John Winthrop, Fitz-John Winthrop, también gobernó la Provincia por 10 años, empezando en 1698.
El comandante John Mason fue el líder militar en los comienzos de la colonia, el comandante en la Guerra Pequot, un magistrado, fundador de Windsor, Saybrook, y Norwich, y vicegobernador bajo el gobierno de Winthrop.
Roger Ludlow fue un abogado educado en Oxford y antiguo vicegobernador de la Colonia de la Bahía de Massachusetts que solicitó al Tribunal General derechos para establecerse en la área y dirigió a la Comisión de Marzo para resolver disputas sobre derechos de tierras. Él es acreditado  como el redactor de las Órdenes Fundamentales de Connecticut en colaboración con Hooker, Winthrop, y otros, y él fue el primer Vicegobernador de la Provincia de Connecticut.
William Leete de Guilford fue gobernador de la Colonia de New Heaven antes de que esta se fusionase con la Provincia de Connecticut y luego fue gobernador de la Provincia de Connecticut. Él es el único hombre que logró ser tanto gobernador de New Heaven como de Connecticut.
Robert Treat of Milfrod fue gobernador de la colonia, tanto antes como después de su inclusión en el Dominio de Nueva Inglaterra.

## Religión
Las colonias originales ubicadas a lo largo del río Connecticut y en New Heaven fueron establecidas por puritanos separatistas quienes estuvieron conectados con las colonias de Massachusetts y Plymouth. Tenían creencias religiosas calvinistas similares a las de los ingleses puritanos, pero ellos mantuvieron la necesidad de separar sus congregaciones de las de la Iglesia del Estado Inglés. Habían emigrado a Nueva Inglaterra durante la Gran Migración.

## Historia económica y social
La economía empezó con la agricultura de subsistencia en el siglo XVII y se desarrolló con mayor diversidad y un aumento concentrado en la producción para distintos  mercados, especialmente el de las colonias británicas del Caribe. La Revolución Americana cortó las importaciones de Gran Bretaña y estimuló a un sector manufacturero que hizo uso intensivo del espíritu emprendedor y habilidades mecánicas de la gente. En la segunda mitad del siglo XVIII, las dificultades surgieron de la escasez de buenas tierras de cultivo, problemas periódicos de dinero y las presiones que tenían como fin la baja de los precios en el mercado de exportación. En la agricultura, hubo un cambio, pues se dejó de producir granos para empezar a producir productos animales. El gobierno colonial intentó promover varios productos como artículos de exportación de vez en cuando, como el cáñamo, la potasa y la madera, con el fin de reforzar su economía y mejorar su balanza comercial con Gran Bretaña.
La arquitectura doméstica de Connecticut incluyó una amplia variedad de formas de hogares. Generalmente reflejaban la dominante herencia inglesa y la tradición arquitectónica.

## Otras lecturas
- Andrews, Charles M. The Colonial Period of American History: The Settlements, volume 2 (1936) pp 67–194, by leading scholar
- Atwater, Edward Elias (1881). History of the Colony of New Haven to Its Absorption into Connecticut. author. to 1664
- Burpee, Charles W. The story of Connecticut (4 vol 1939); detailed narrative in vol 1-2
- Clark, George Larkin. A History of Connecticut: Its People and Institutions (1914) 608 pp; based on solid scholarship online
- Federal Writers' Project. Connecticut: A Guide to its Roads, Lore, and People (1940) famous WPA guide to history and to all the towns online
- Fraser, Bruce. Land of Steady Habits: A Brief History of Connecticut (1988), 80 pp, from state historical society
- Hollister, Gideon Hiram (1855). The History of Connecticut: From the First Settlement of the Colony to the Adoption of the Present Constitution. Durrie and Peck., vol. 1 to 1740s
- Jones, Mary Jeanne Anderson.  Congregational Commonwealth: Connecticut, 1636–1662 (1968)
- Roth, David M. and Freeman Meyer. From Revolution to Constitution: Connecticut, 1763–1818 (Series in Connecticut history) (1975) 111pp
- Sanford, Elias Benjamin (1887). A history of Connecticut.; very old textbook; strongest on military history, and schools
- Taylor, Robert Joseph. Colonial Connecticut: A History (1979); standard scholarly history
- Trumbull, Benjamin (1818). Complete History of Connecticut, Civil and Ecclesiastical. very old history; to 1764
- Van Dusen, Albert E. Connecticut A Fully Illustrated History of the State from the Seventeenth Century to the Present (1961) 470pp the standard survey to 1960, by a leading scholar
- Van Dusen, Albert E.  Puritans against the wilderness: Connecticut history to 1763 (Series in Connecticut history) 150pp (1975)
- Zeichner, Oscar. Connecticut's Years of Controversy, 1750–1776 (1949)

### Estudios especializados
- Buell, Richard, Jr. Dear Liberty: Connecticut's Mobilization for the Revolutionary War (1980), major scholarly study
- Bushman, Richard L. (1970). From Puritan to Yankee: Character and the Social Order in Connecticut, 1690–1765. Harvard University Press.
- Collier, Christopher. Roger Sherman's Connecticut: Yankee Politics and the American Revolution (1971)
- Daniels, Bruce Colin. The Connecticut town: Growth and development, 1635–1790 (Wesleyan University Press, 1979)
- Daniels, Bruce C. "Democracy and Oligarchy in Connecticut Towns-General Assembly Officeholding, 1701-1790" Social Science Quarterly (1975) 56#3 pp: 460-475.
- Fennelly, Catherine. Connecticut women in the Revolutionary era (Connecticut bicentennial series) (1975) 60pp
- Grant, Charles S. Democracy in the Connecticut Frontier Town of Kent (1970)
- Hooker, Roland Mather. The Colonial Trade of Connecticut (1936) online; 44pp
- Lambert, Edward Rodolphus (1838). History of the Colony of New Haven: Before and After the Union with Connecticut. Containing a Particular Description of the Towns which Composed that Government, Viz., New Haven, Milford, Guilford, Branford, Stamford, & Southold, L. I., with a Notice of the Towns which Have Been Set Off from "the Original Six.". Hitchcock & Stafford.
- Main, Jackson Turner. Connecticut Society in the Era of the American Revolution (pamphlet in the Connecticut bicentennial series) (1977)
- Pierson, George Wilson. History of Yale College (vol 1, 1952) scholarly history
- Selesky Harold E. War and Society in Colonial Connecticut (1990) 278 pp.
- Taylor, John M. The Witchcraft Delusion in Colonial Connecticut, 1647–1697 (1969) online
- Trumbull, James Hammond (1886). The memorial history of Hartford County, Connecticut, 1633–1884. E. L. Osgood., 700pp

### Historiografía
- Daniels, Bruce C. "Antiquarians and Professionals: The Historians of Colonial Connecticut," Connecticut History (1982), 23#1, pp 81–97.
- Meyer, Freeman W. "The Evolution of the Interpretation of Economic Life in Colonial Connecticut," Connecticut History (1985) 26#1 pp 33–43.